# العلاقات الكينية الليبية
العلاقات الكينية الليبية هي العلاقات الثنائية التي تجمع بين كينيا وليبيا.

## مقارنة بين البلدين
هذه مقارنة عامة ومرجعية للدولتين:
| وجه المقارنة                                              | كينيا                         | ليبيا                                       |
| --------------------------------------------------------- | ----------------------------- | ------------------------------------------- |
| المساحة (كم2)                                             | 581.31 ألف                    | 1.76 مليون                                  |
| عدد السكان (نسمة)                                         | 48.47 مليون                   | 6.37 مليون                                  |
| الكثافة السكانية (ن./كم²)                                 | 83.38                         | 3.62                                        |
| العاصمة                                                   | نيروبي                        | طرابلس                                      |
| اللغة الرسمية                                             | اللغة السواحلية، لغة إنجليزية | اللغة العربية، اللغة العربية الفصحى الحديثة |
| العملة                                                    | شيلينغ كيني                   | دينار ليبي                                  |
| الناتج المحلي الإجمالي (بليون دولار)                      | 74.94 مليار                   | 50.98 مليار                                 |
| الناتج المحلي الإجمالي (تعادل القوة الشرائية) بليون دولار | 142.24 مليار                  | 69.32 مليار                                 |
| الناتج المحلي الإجمالي الاسمي للفرد دولار أمريكي          | 1.38 ألف                      |                                             |
| الناتج المحلي الإجمالي للفرد دولار أمريكي                 | 2.95 ألف                      | 15.60 ألف                                   |
| مؤشر التنمية البشرية                                      | 0.548                         | 0.724                                       |
| رمز المكالمات الدولي                                      | +254                          | +218                                        |
| رمز الإنترنت                                              | .ke                           | .ly                                         |
| المنطقة الزمنية                                           | ت ع م+03:00                   | ت ع م+02:00، توقيت شرق أوروبا               |

## منظمات دولية مشتركة
يشترك البلدان في عضوية مجموعة من المنظمات الدولية، منها:
| علم المنظمة | اسم المنظمة                        | تاريخ انضمام كينيا | تاريخ انضمام ليبيا |
| ----------- | ---------------------------------- | ------------------ | ------------------ |
|             | البنك الإفريقي للتنمية             | ?                  | ?                  |
|             | البنك الدولي للإنشاء والتعمير      | 3 فبراير 1964      | 17 سبتمبر 1958     |
|             | منظمة حظر الأسلحة الكيميائية       | ?                  | ?                  |
|             | الأمم المتحدة                      | 16 ديسمبر 1963     | 14 ديسمبر 1955     |
|             | الاتحاد الأفريقي                   | 13 ديسمبر 1963     | ?                  |
|             | وكالة ضمان الاستثمار متعدد الأطراف | 28 نوفمبر 1988     | 5 أبريل 1993       |
|             | منظمة الشرطة الجنائية الدولية      | ?                  | ?                  |
|             | مؤسسة التنمية الدولية              | 3 فبراير 1964      | 1 أغسطس 1961       |
|             | يونسكو                             | 7 أبريل 1964       | 27 يونيو 1953      |
|             | مؤسسة التمويل الدولية              | 3 فبراير 1964      | 18 سبتمبر 1958     |
|             | الاتحاد البريدي العالمي            | ?                  | ?                  |
|             | الاتحاد الدولي للاتصالات           | 11 أبريل 1964      | 3 فبراير 1953      |

## وصلات خارجية
- موقع وزارة الخارجية الكينية
- موقع وزارة الخارجية الليبية